# 上海广播电视台新闻综合频道
上海广播电视台新闻综合频道，简称上视新闻综合频道，是上海电视台的第一个频道，于1958年10月1日正式开播。自2001年上海文广新闻传媒集团（现上海广播电视台）成立，上海电视台、上海东方电视台、上海人民广播电台、上海东方广播电台合并，上海电视台名存实亡。现时该频道由上海广播电视台下属机构SMG融媒体中心拥有，但是，该频道是目前仍然坚持使用“上海电视台”呼号的频道。
该频道的节目收视率、市场占有率和观众美誉度位居上海地区所有频道前列，官方宣称其被誉为全国综合实力最强的地面频道之一，成为上海及周边地区观众了解上海、关注上海的首选频道。几代电视人锐意创新，创办并培育了众多在上海乃至全国开风气之先、深具影响力的栏目和节目。新闻综合频道拥有“中国新闻名专栏”《新闻透视》，“上海市优秀媒体品牌”《新闻坊》《1/7》等栏目；新闻栏目有《新闻报道》《新闻夜线》《上海早晨》《媒体大搜索》等，法治栏目《案件聚焦》《庭审纪实》等，民生服务栏目《名医大会诊》《非常惠生活》《超级家长会》等。

## 历史
上海电视台8频道于1958年10月1日正式开播。1973年8月1日，彩色电视节目正式对外试播，每周播出两次。1974年，上海电视台彩电中心演播楼、发射机房、微波机房和电视发射塔建成；同年，上海电视台台址迁至上海彩电中心，自此之后全部播出彩色电视节目。在上海有线电视台各频道撤并至上视和东视之前，上海电视台8频道为主频道，以播放新闻、财经、社教节目为主。
2002年1月1日，在频道专业化的背景下，原上视一套更名为新闻综合频道。该频道以综合性滚动新闻为基本构架，新闻性栏目为延伸，大型新闻深度报道为依托，呈现世界风云变幻，透视社会热点问题，聚焦重大新闻事件，制作和播出各类新闻报道和评论节目，是上海最权威、最全面的信息发布窗口。同时，融入了优秀的法治专栏和谈话节目，兼有部分电视剧与综艺元素的新闻综合频道。频道改版后推出了新闻谈话类节目《新闻坊》、新闻专题节目《新闻追击》和夜间新闻节目《新闻晚报》《新闻夜线》。同年6月24日，该频道第一次改版，《新闻坊》《新闻追击》《观众中来》《新闻夜线》等节目增加了播出时长。
2004年1月，《1/7》在该频道开播。
2005年1月1日，原在该频道播出的谈话节目《有话大家说》停播，同时恢复播出深度新闻节目《新闻追击》。同年12月，上海文广新闻传媒集团整合新闻资源，将新闻综合频道、新闻娱乐频道（除娱乐新闻部外）、东方卫视新闻中心组建为电视新闻中心。整合后，新闻综合频道由电视新闻中心负责编排管理，坚持权威、稳健的新闻风格，与上海东方卫视形成分别面向上海和面向全国的差异化定位。
2006年，随着SMG电视新闻中心的正式启用，原生活时尚频道的外语节目调整至本频道播出。
2007年1月1日，新闻综合频道的《新闻晚报》并入《新闻夜线》，法治节目改到《新闻报道》之后，同时《十点新闻》（News at Ten）改到东方卫视（国际版）播出。
2008年1月1日，上海东方电视台音乐频道被取消并改为上海外语频道，新闻综合频道原有的外语节目资源调整到外语频道播出；另外，原上海东方电视台新闻娱乐频道的《媒体大搜索》及《东方110》调整至本频道播出。同日，《新闻快报》栏目也在该频道开播，2011年3月停播。
2010年3月1日，为配合上海世博会召开，新闻综合频道新闻节目启用2010版新片头。新闻综合频道与东方卫视、第一财经频道、星尚频道、新娱乐频道、艺术人文频道、上海外语频道、哈哈少儿频道和炫动卡通频道一同成为2010年上海世博会的合作伙伴。
2010年5月1日至10月31日，新闻综合频道开播《世博快报》，与东方卫视并机播出，至上海世博会闭幕后停播。
2011年3月1日，《上海早晨》扩版至九十分钟，《午间新闻》更名为《午间新闻连连看》。两档节目同时启用新的包装。
2011年6月20日，《新闻报道》、《新闻夜线》启用新的包装；同日《收盘时间》开播，但在2012年国庆节后停播。
2011年8月27日，新闻综合频道推出《非常惠生活》、《超级家长会》。
2012年6月23日，为保护方言，自该日起《新闻坊》每逢周末的节目改为使用上海话播出。
2012年7月1日，《道·理》在新闻综合频道开播。
2013年1月1日，新闻综合频道改版，启用口号“这里是上海”。同时《上海早晨》扩版至120分钟，其中在周末8:30至9:00推出半小时的生活服务类专栏《上海摩天轮》。
2013年5月1日，《新闻报道》宣布改版，启用男女双主播搭档主持。
2013年10月6日，《大家帮侬忙》在新闻综合频道开播，《新闻坊》节目于即日起恢复使用普通话播出。
2014年3月18日，新闻综合频道高清版在东方有线202频道开播，开始了高清、标清同步播出。值得一提的是，频道右上方的“高清”字样最初为白底字。自2015年9月1日起，频道“高清”字样改用透明色字体（与中国中央电视台各频道高清版标注的“高清”字样字体一致）。
2015年1月3日，该频道的《午间新闻连连看》节目在画面右下角试播手语播报；同时《午间新闻连连看》周末版延长至12:25，《长三角周报》、《时事传真》栏目停播。3月1日起正式加上手语播报。
2015年2月3日早上6点起，上视新闻综合频道标清频道播出大部分16:9节目的方式由原先的信箱模式更改成横向压缩，将16:9的节目压缩成4:3，使16:9电视观看时画面正常。并且在播出部分4:3内容时和高清版一样左右加黑边，不像中国中央电视台那样拉伸播出，但台标依然维持4:3比例显示。
2015年5月3日至2016年6月5日，配合新闻综合频道演播室改造，新闻综合频道所有新闻节目（新闻坊、媒体大搜索、大家帮侬忙除外）改为在虚拟演播室播出。
2016年1月17日，《大家帮侬忙》停播并并入《新闻坊》。
2016年1月18日，新闻综合频道新演播室“魔都之眼”正式启用，《新闻坊》随即宣布在此播出，其他节目依旧在虚拟演播室播出。2月7日，《媒体大搜索》搬入魔都之眼；3月28日，《午间新闻连连看》恢复使用《午间新闻》的原名称并搬入魔都之眼；4月18日，《上海早晨》搬入魔都之眼；5月3日《新闻夜线》搬入魔都之眼；6月6日，《新闻报道》搬入魔都之眼。
2016年6月7日，SMG融媒体中心成立，新闻综合频道归入融媒体中心。
2017年1月27日早上5:30起，新闻综合频道标清频道台标改为16:9尺寸，但频道的报时器依然维持4:3比例显示。同日，该频道首次转播中央电视台春节联欢晚会。
2017年4月，服务长者群体的节目《精彩又一站》在该频道开播。
2017年10月1日，为落实《中华人民共和国国歌法》相关规定，该频道将于国庆节、劳动节等重要的国家法定节日和纪念日的上午10点整播放国歌，国歌片带与央视播放版本一致。
2018年1月1日起，新闻综合频道的黄金档电视剧提前到《新闻报道》后播出，法治节目和《七分之一》延后到《新闻夜线》之前，在《新闻夜线》之后播出2集电视剧（剧场名称为《精品剧场》，这也是新闻综合频道恢复在夜间时段播出电视剧），同时亦对部分社教节目的播出时间做出调整。
2019年1月1日起，新闻综合频道停播有近30年历史的《午间新闻》，原时段改为与东方卫视并机播出《午间30分》（星期日则为重播《中国长三角》），同时亦对部分节目的播出时间作出调整，并取消多档社教节目的播出。
2019年5月1日开始，该频道于每日7时的《上海早晨》之前播放国歌，取消原来在国庆节、劳动节的上午10点整播放国歌的安排。
2019年7月28日起，因原纪实频道改为纯播出纪录片的频道（取消各档节目），原先于纪实频道播出的《纪录片编辑室》节目重新于新闻综合频道播出，播出时间为每周日22:30。
2020年2月，因应COVID-19疫情，该频道调整原有播出安排，其中每天中午12:33播出的《媒体大搜索》节目暂停播出，改为寒假特备节目《课外有课》（一直至2月29日播毕，此后开设每周六的常规版）；此外频道于午夜时段开设电影播映时段。
2020年11月30日，新闻综合频道开播《民生一网通》节目，与上海新闻广播、看看新闻客户端、阿基米德FM客户端、话匣子FM客户端同步直播，播出时间为周一至周五11:25-12:00。
2021年1月1日，该频道再次改版，启用全新频道包装。《民生一网通》《媒体大搜索》各扩版为1个小时，同时新开播《下一站》《寻味上海》《洋厨房》《我不是财神》（现《财神来了》）《我的妈呀》《上海摩天轮周末大放送》等6个新节目。另外，法治栏目带各档栏目播出时间恢复至《新闻报道》之后（19:15），东方卫视的《午间30分》《中国长三角》《双城记》《环球交叉点》不再在本频道播出［在重要的政治活动期间（例如上海两会、全国两会及进博会期间等）或国内发生重大突发事件，仍与东方卫视并机播出《午间30分》，而此时《媒体大搜索》调整为12:33-13:00播出。如遇《午间30分》原时段改为特别报道且延长为一小时，则当天中午不播出《媒体大搜索》]。
2022年1月1日，该频道对频道版面及包装作进一步优化调整，其中《新闻夜线》恢复为每天57分钟；《纪录片编辑室》迁回纪实人文频道。东方卫视首播节目《双城记》《环球交叉点》恢复在本频道午间时段重播。
2023年1月2日凌晨2:00，该频道启用新版收台短片“晚安上海”，1月4日早上6:00开播时启用新版开台短片“早安上海”。原先的07版“祝您早安”开台短片和15版“祝您晚安”收台短片均已停用。
2023年1月17日，该频道随台内其他带有标注“高清”字样的电视频道一同撤下“高清”字样。
2024年1月1日，新闻综合频道停播有近22年历史的《媒体大搜索》，原时段恢复与东方卫视并机播出的《午间30分》，原外语频道首播的《中日新视界》《海外路路通》调整至该频道首播，并停播《财神来了》《我的妈呀》，《寻味上海》改名为《寻味》。除此之外已停播五年之久的《名医大会诊》历经改版后也恢复了播出。2月24日，与东方卫视并机播出的节目《中国考古报道》开播。

## 节目
现时，该频道播出的节目以新闻、法治、生活、社教和电视剧节目为主。大部分的节目制作由SMG融媒体中心负责，而电视剧的编播则由SMG影视剧中心负责。

### 黄金时段节目
新闻节目为绿色；法治、生活及社教节目为金色；剧集、专题片及纪录片为米色；重播时段为金色。（自2024年1月起施行，参考资料：SMG电视节目表）
| 时间   | 17:00                      | 17:30  | 18:30                                  | 19:15                | 19:45    | 20:00    | 20:30    | 21:00    | 21:25                | 21:30    | 22:00    | 22:30        | 23:00                | 23:30        |
| ------ | -------------------------- | ------ | -------------------------------------- | -------------------- | -------- | -------- | -------- | -------- | -------------------- | -------- | -------- | ------------ | -------------------- | ------------ |
| 星期一 | 我的妈呀/财神来了/执牛耳者 | 新闻坊 | 新闻报道、新闻透视、观众中来及天气预报 | 案件聚焦             | 黄金剧场 | 黄金剧场 | 黄金剧场 | 黄金剧场 | 《新闻夜线》天气预报 | 新闻夜线 | 新闻夜线 | 中国考古报道 | 案件聚焦             | 重播下午剧场 |
| 星期二 | 我的妈呀/财神来了/执牛耳者 | 新闻坊 | 新闻报道、新闻透视、观众中来及天气预报 | 法治特勤组           | 黄金剧场 | 黄金剧场 | 黄金剧场 | 黄金剧场 | 《新闻夜线》天气预报 | 新闻夜线 | 新闻夜线 | 未来之城     | 法治特勤组           | 重播下午剧场 |
| 星期三 | 我的妈呀/财神来了/执牛耳者 | 新闻坊 | 新闻报道、新闻透视、观众中来及天气预报 | 东方110              | 黄金剧场 | 黄金剧场 | 黄金剧场 | 黄金剧场 | 《新闻夜线》天气预报 | 新闻夜线 | 新闻夜线 | 七分之一     | 东方110              | 重播下午剧场 |
| 星期四 | 我的妈呀/财神来了/执牛耳者 | 新闻坊 | 新闻报道、新闻透视、观众中来及天气预报 | 庭审纪实             | 黄金剧场 | 黄金剧场 | 黄金剧场 | 黄金剧场 | 《新闻夜线》天气预报 | 新闻夜线 | 新闻夜线 | 海外路路通   | 庭审纪实             | 重播下午剧场 |
| 星期五 | 我的妈呀/财神来了/执牛耳者 | 新闻坊 | 新闻报道、新闻透视、观众中来及天气预报 | 东方110              | 黄金剧场 | 黄金剧场 | 黄金剧场 | 黄金剧场 | 《新闻夜线》天气预报 | 新闻夜线 | 新闻夜线 | 下一站       | 东方110              | 重播下午剧场 |
| 星期六 | 筑家有道                   | 新闻坊 | 新闻报道、新闻透视、观众中来及天气预报 | 七分之一             | 黄金剧场 | 黄金剧场 | 黄金剧场 | 黄金剧场 | 《新闻夜线》天气预报 | 新闻夜线 | 新闻夜线 | 名医大会诊   | 七分之一             | 重播下午剧场 |
| 星期日 | 洋厨房                     | 新闻坊 | 新闻报道、新闻透视、观众中来及天气预报 | 上海摩天轮周末大放送 | 黄金剧场 | 黄金剧场 | 黄金剧场 | 黄金剧场 | 《新闻夜线》天气预报 | 新闻夜线 | 新闻夜线 | 寻味         | 上海摩天轮周末大放送 | 重播下午剧场 |

### 现有节目

#### 新闻节目
- 上海早晨（每天7:00）[d]
- 新闻坊（每天17:29）[e][f]
- 新闻报道（每天18:30）[g]
- 新闻夜线（每天21:30）[h][i]
- 1/7（2004年1月4日起播出[16]，每周六19:15）[j]
- 午间30分（周一至周五12:00）[k]
- 民生一网通（周一至周五11:05）[l]
- 走进人大/政协联线（每周日11:30）
- 双城记（每周五12:35）[m][n]
- 环球交叉点（每周三12:35）[m][o]
- 中国长三角（每周二12:35）[m][p]
- 中国考古报道（每周六12:00）[q]
- 中日新视界（每周六12:35）[r]

#### 法治节目
- 案件聚焦（每周一19:15，該節目始於1994年[17]的上海電視台。栏目經常播出社會上的刑事案件以及民事案件。[18]）
- 法治特勤组（每周二19:15）
- 东方110（每周三、五19:15）[s]
- 庭审纪实（每周四19:15）

#### 生活、社教节目
- 未来之城（每周二22:30）[t]
- 海外路路通（每周四22:30）[r]
- 下一站（每周五22:30）
- 筑家有道（每周六16:55）
- 名医大会诊（每周六22:30）[u]
- 课外有课（每周日12:35）
- 洋厨房（每周日16:55）[v]
- 上海摩天轮周末大放送（每周日19:15）
- 寻味（每周日22:30）

#### 季播节目
- 少年爱迪生（不定期）
- 执牛耳者
- 小家大作

#### 其他节目
- 这就是中国（每周六11:05）[m]
- 诗书画（每天13:10，为较早制作集数）[m]
- 好物齐刷刷（不定期，东方购物广告节目）

### 特备节目

#### 常规
- 每年上海市市长元旦献词[w]
- 每年上海市两会开幕式（含人代会第二次全会）
- 每年上海市人民政府记者招待会[w]
- 每年上海市各界人士春节团拜会[w]
- 每年上海人民庆祝中华人民共和国成立周年庆文艺晚会[w]
- 每年五一晚会[w]
- 每年苏州河龙舟赛
- 每年感动上海十大人物颁奖仪式[w]
- 每年上海新闻界庆祝中国记者节大会[w]
- 上海市平安英雄颁奖仪式
- 上海市党代会开幕式、上海市委常委与中外记者见面[w]

#### 黄金周大型特备节目（部分）
- 2010年国庆：乐活密码
- 2011年春节：给力新春乐
- 2015年春节：那些年，我们一起追过的春晚
- 2016年春节：那些年，我们一起追的热剧
- 2017年春节：一起玩魔都 17爱上海
- 2019年春节：最美合唱团、非常梦想家

### 曾经播出过的节目（部分）
- 时代
- 今日报道[x]
- 上海故事[y]
- 世博快报[z]
- 法律与道德
- 大家帮侬忙[aa]
- 夜间新闻[ab]
- 新闻晚报[ac]
- 新闻观察[ad]
- 新闻追击
- 时事传真
- 长三角周报
- 第四焦点
- 新闻快报
- 财经报道[ae]
- 上视体育报道
- 国际瞭望
- 防务时空[af]
- 当代军人
- 收盘时间
- 海上夜谈
- 泡泡天下
- 社会方圆[ag]
- 名医话养生[ah]
- 防务新时空[ai]
- 午间新闻（连连看）
- 媒体大搜索[s]
- 道·理
- 精彩又一站
- 带路走天涯
- 环球新记录[aj]
- 智力大冲浪（后转到文艺频道播出）
- 五星奖合成大擂台
- 三星青春节拍
- 今日看真点[ak]
- 海外影视
- 新消费
- 有话大家说
- 房屋买卖
- 非常惠生活[al]
- 非常梦想家[am]
- 和大律师面对面（SITV法治天地频道节目）
- 纪录片编辑室（纪录片中心节目）
- 梦想改造家精选版
- 最家计划
- 极智装[an]
- 我的妈呀
- 财神来了[ao]
- 早安元宇宙[m]

## 主持人

### 现职
- 印海蓉（首席主播）
- 赵雅楠
- 陈晓晨（以记者身份主持该频道节目）
- 朱彦婷（以记者身份主持该频道节目）
- 张译心
- 徐惟杰
- 林牧茵
- 臧熹
- 朱亚南
- 舒怡
- 施琰
- 王幸
- 陶淳（资深主播）
- 黄浩
- 王兆阳
- 姜波（兼东方卫视《看东方》报天下环节主持人）
- 丁葆华（阿丁）
- 刘凝（以记者身份主持该频道节目）
- 路灿洋
- 刘逸轩
- 刘晔
- 郭凯旋
- 邢航
- 王优嘉（优嘉，东方卫视中心主持人，以代班主持身份主持该频道节目）
- 何卿（东方卫视中心主持人）
- 荣盛楠（东方卫视中心主持人）
- 叶子龙（东方卫视中心主持人）
- 訾力超（以记者身份主持该频道节目）
- 蔡雪瑾（雪瑾，东方广播中心主持人）
- 高嵩（东方广播中心主持人）

### 已离职（部分）
- 陈阁
- 朱川（现创办“晟一传媒”）
- 王蔚
- 王玮（现为专职配音演员）
- 李培红（现任五星体育频道总监制、党委书记）
- 吴晓蕾（2011-2014年）（现创办“巨豆教育”）
- 周婷（慰笛）（转投第一财经）
- 李吟涛（现为融媒体中心采访部新媒体主管）
- 李慧萍（现为上海电影艺术学院教授）
- 孙丹凤（现为融媒体中心人力资源部主持人管理部主管）
- 高燕
- 王国林（现为《新闻坊》主编）
- 靳松（现为记者）
- 高韵斐（现任中共上海市委宣传部副部长、上海市电影局局长）
- 杨逸歌
- 刘剑（首席主播，现创办“巨豆教育”）
- 成笛
- 邱国方
- 赵秋申
- 张冰燕（现已移民澳大利亚）
- 谷永立
- 夏磊（2007-2017年）（资深主播，现为自媒体人，“雅痞time”“行走的课堂”出品人）
- 王津元（现为复星基金会与复星艺术中心主席）
- 劳春燕（转投中央广播电视总台）
- 欧阳夏丹（1999-2003年）（转投中央广播电视总台）
- 周瑜（2013-2021年）（转投中央广播电视总台）
- 刘砚（2011-2018年）
- 何婕（2006-2008年）（转投东方卫视）
- 卜凡（2008-2009年）（转投东方卫视）
- 和晶（现创办“一度蜜”）
- 厉冰
- 刘仲萌（2014-2021年，离职后转投中央广播电视总台）
- 石景宇（现任小荧星集团总经理助理）
- 李苏宁